# Ochthebius orbus
Ochthebius orbus är en skalbaggsart som beskrevs av Perkins 1980. Ochthebius orbus ingår i släktet Ochthebius och familjen vattenbrynsbaggar. Inga underarter finns listade i Catalogue of Life.